# Trobenta
Trobenta  je kovinsko glasbilo, po tonskem obsegu najvišje iz skupine trobil. Sestavljena je iz cilindrične cevi, ki je vodena vzporedno v dveh zavojih in se zaključuje z lijakastim odmevnikom; in iz kotlastega ustnika. Današnja kromatična trobenta ima tri ventile.
Glasbenika, ki igra na ta instrument, imenujemo trobentar (včasih tudi trobentač).

## Vrste
Poznamo več vrst trobent:
- trobenta v C (ne transponira)
- trobenta v B (transponira za veliko sekundo navzdol)
- trobenta v A (transponira za malo terco navzdol)
- trobenta v F (transponira za čisto kvarto navzgor)
- trobenta v D ali Bachova trobenta
- pikolo trobenta
- Aida-trobenta, skonstruirana za Verdijevo opero Aida
- basovska trobenta, tudi Wagnerjeva trobenta, skonstruirana za trilogijo Niebelunški prstan
- vojaška trobenta oziroma signalna trobenta ...

Tako kot ostali trobilni instrumenti, pozna tudi trobenta dušene tone. Dušilec ali sordino je narejen iz lepenke ali kovine, tehnika igranja z dušilcem pa je največkrat v uporabi v jazzovskih skladbah.

## Zgodovina trobente
Zvok trobente je spremljal zgodovino človeštva skozi vsa stoletja. Nanašajoč se na zgodovinske kronike, so prve trobente nastale v starem Egiptu, kjer so jih uporabljali predvsem v vojaške in signalne namene. Ohranjeni sta dve trobenti iz 2. tisočletja pred našim štetjem; ena srebrna in ena bronasta (brez ustnikov), najdeni v leta 1923 v Tutakamonovi grobnici. Instrumente, podobne trobenti, so uporabljali tudi Asirci, Judje, stari Grki (salpinx) in Rimljani (tuba in lituus). Ti instrumenti so kot predhodniki današnje trobente imeli ravno cev, šele v 15. stoletju pa se je cev začela zavijati, najprej v obliki črke S, kasneje pa v krožni obliki, ki je podobna današnjemu instrumentu.
Tudi v srednjem veku so trobento uporabljali v vojaške namene, trobentarji pa so bili pogosto eni najbolj varovanih pripadnikov vojaških enot, ker so z zvočnimi signali sporočali povelja drugim vojaškim enotam. V umetniškem smislu zasledimo trobento v zgodnjem 12. stoletju v Pesmi o Rolandu. V začetku 17. stoletja so jo začeli uporabljati v orkesterski glasbi, (Claudio Monteverdi: Orfej, opera). Leta 1638 je Girolamo Fantini, najboljši trobentar tedanje dobe, izdal prvi strokovni priročnik z naslovom "Modo per imparare a sonare di Tromba tanto di guerra quanto musicalmente...". Trobenta je imela dolgo le omejen obseg tonov, ki jih je bilo moč zaigrati, šele med letoma 1818 in 1830 pa jo je izum ventilov spremenil v kromatični instrument in s tem povečal njegovo zmožnost uporabe.
V baroku so za ta instrument komponirali skladatelji Johann Sebastian Bach, Georg Friedrich Händel, Georg Philip Telemann idr. Marc-Antoine Charpentier (1645-1704) je v preludiju k skladbi Te Deum v rondojski obliki zložil nesmrtno melodijo, ki je v uporabi kot evrovizijska tv - špica. 
V obdobju klasicizma je Joseph Haydn temu instrumentu posvetil znameniti koncert v Es duru, sledilo pa mu je še mnogo skladateljev. Veliki mojstri glasbe so trobenti posvečali vedno več pozornosti in jo enakovredno z drugimi instrumenti uvrščali v orkestre. Med vidnejšimi so bili Giacomo Meyerber, Hector Berlioz in Richard Wagner.
Način izvajanja na trobento je postajal vedno bolj virtuozen in je konkuriral pihalnim in godalnim instrumentom v orkestru. Preko jazzovskih glasbenih zasedb se je uporaba trobente razširila na vse zvrsti popularne in zabavne glasbe.
Najvidnejši trobentarji jazzovske in zabavne glasbe so:
- Arturo Sandoval
- Dizzy Gillespie
- Maynard Ferguson
- Maurice Andre
- Wynton Marsalis
- Louis Armstrong
- Miles Davis
- Jon Faddis
- Maynard Ferguson
- Adolph »Bud« Herseth
- Philip Smith
- Doc Severinsen